# Karl Lämmermann
Karl Lämmermann, né le 20 mars 1914 à Buenos Aires et mort le 1er juillet 1934 à Plauen, est un dirigeant de la Hitlerjugend en Saxe. Il fut assassiné, vraisemblablement par erreur, lors de la nuit des Longs Couteaux.